# Sealed Orders (film 1914 Victor)
Sealed Orders è un cortometraggio muto del 1914. Il nome del regista non viene riportato nei credit del film che, prodotto dalla Victor Film Company, fu interpretato da Cleo Madison, J. Warren Kerrigan, William Worthington.

## Produzione
Il film fu prodotto dalla Victor Film Company.

## Distribuzione
Distribuito dall'Universal Film Manufacturing Company, il film - un cortometraggio in due bobine - uscì nelle sale cinematografiche USA il 30 marzo 1914.
Non si conoscono copie ancora esistenti della pellicola che viene considerata presumibilmente perduta.